# ナーワル (潜水艦)
|          | |
| 艦歴     | |
| 発注     | |
| 起工     | 1927年5月10日 |
| 進水     | 1929年12月17日 |
| 就役     | 1930年5月15日 |
| 退役     | 1945年4月23日 |
| その後   | 1945年11月16日スクラップとして売却 |
| 除籍     | 1945年5月19日 |
| 性能諸元 | |
| 排水量   | 水上 2,730トン 水中 4,050トン |
| 全長     | 349 ft (106.4 m) 水線長 371 feet (113m) 全長 |
| 全幅     | 33 ft 3 in (10.1 m) |
| 吃水     | 15 ft 9 in (4.8 m) |
| 機関     | フェアバンクス＝モース ディーゼルエンジン 4基 ウェスティングハウス発電機2基                                                                                 |
| 最大速   | 水上：17 ノット (31 km/h) 水中：8 ノット (15 km/h) |
| 乗員     | 士官、兵員88名 |
| 兵装     | 53口径6インチ砲2基、7.62mm機銃2基（竣工時） 53口径6インチ砲2基、20ミリ機銃2基（1943年4月） 21インチ魚雷発射管6門 21インチ外装魚雷発射管4門（1942年9月以降） |

ナーワル (USS Narwhal, SS-167) は、アメリカ海軍の潜水艦。ナーワル級潜水艦の一隻であり、Vボートの一つ。艦名は北極海に生息するマイルカ科のイッカクに因んで命名された。その名を持つ艦としてはD級潜水艦1番艦(SS-17)の初期名称以来2隻目。なお、退役から24年後に試験艦的な3代目ナーワル(SSN-671)が就役している。当初の艦名はV-5 (SC-1)であった。

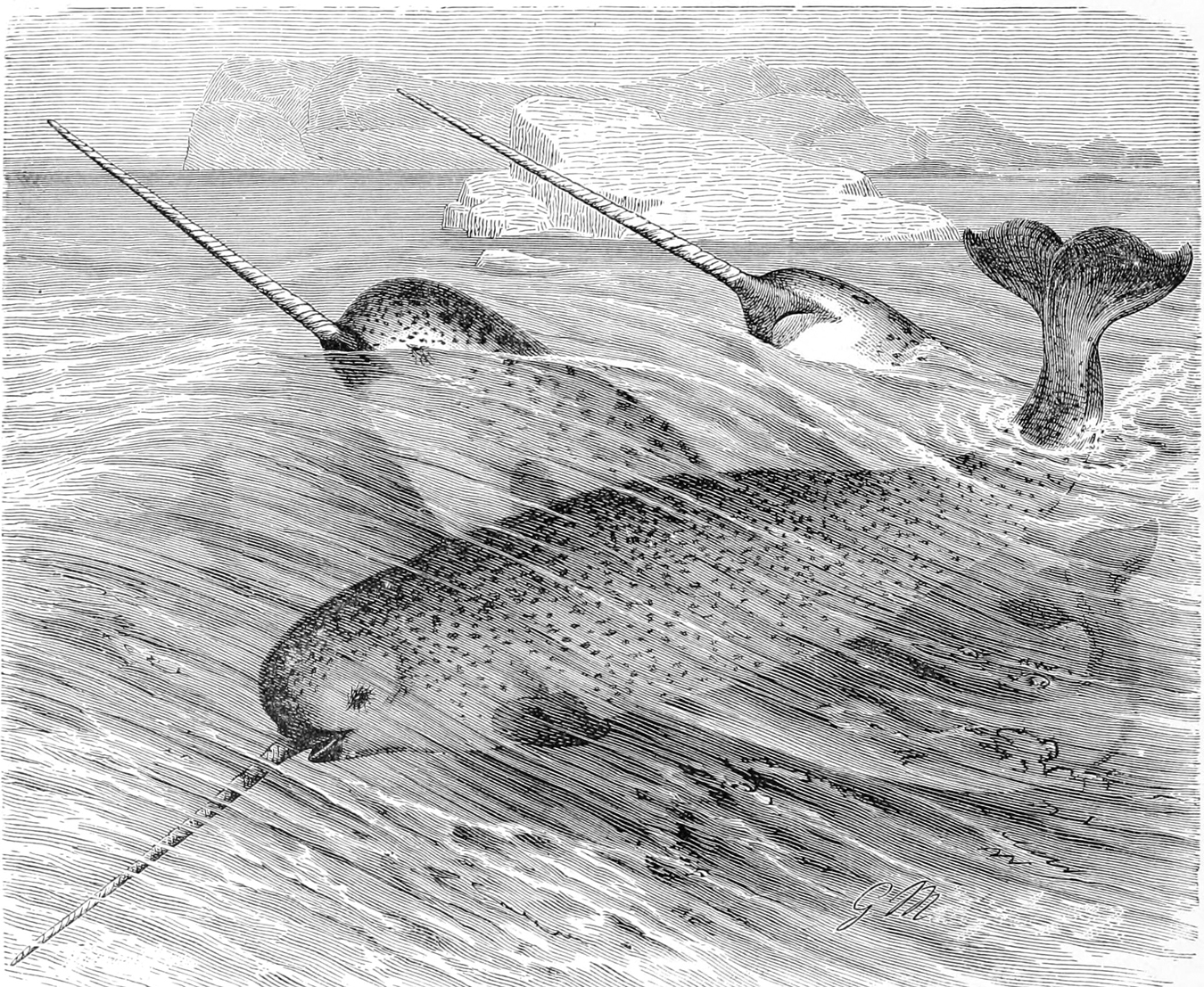
イッカク（Narwhal）

## 艦歴
V-5は1927年5月10日にメイン州キタリーのポーツマス海軍造船所で起工した。1929年12月17日にチャールズ・F・アダムズ海軍長官の夫人によって命名、進水し、1930年5月15日に艦長ジョン・H・ブラウン・ジュニア少佐の指揮下就役する。

### 開戦まで・真珠湾攻撃

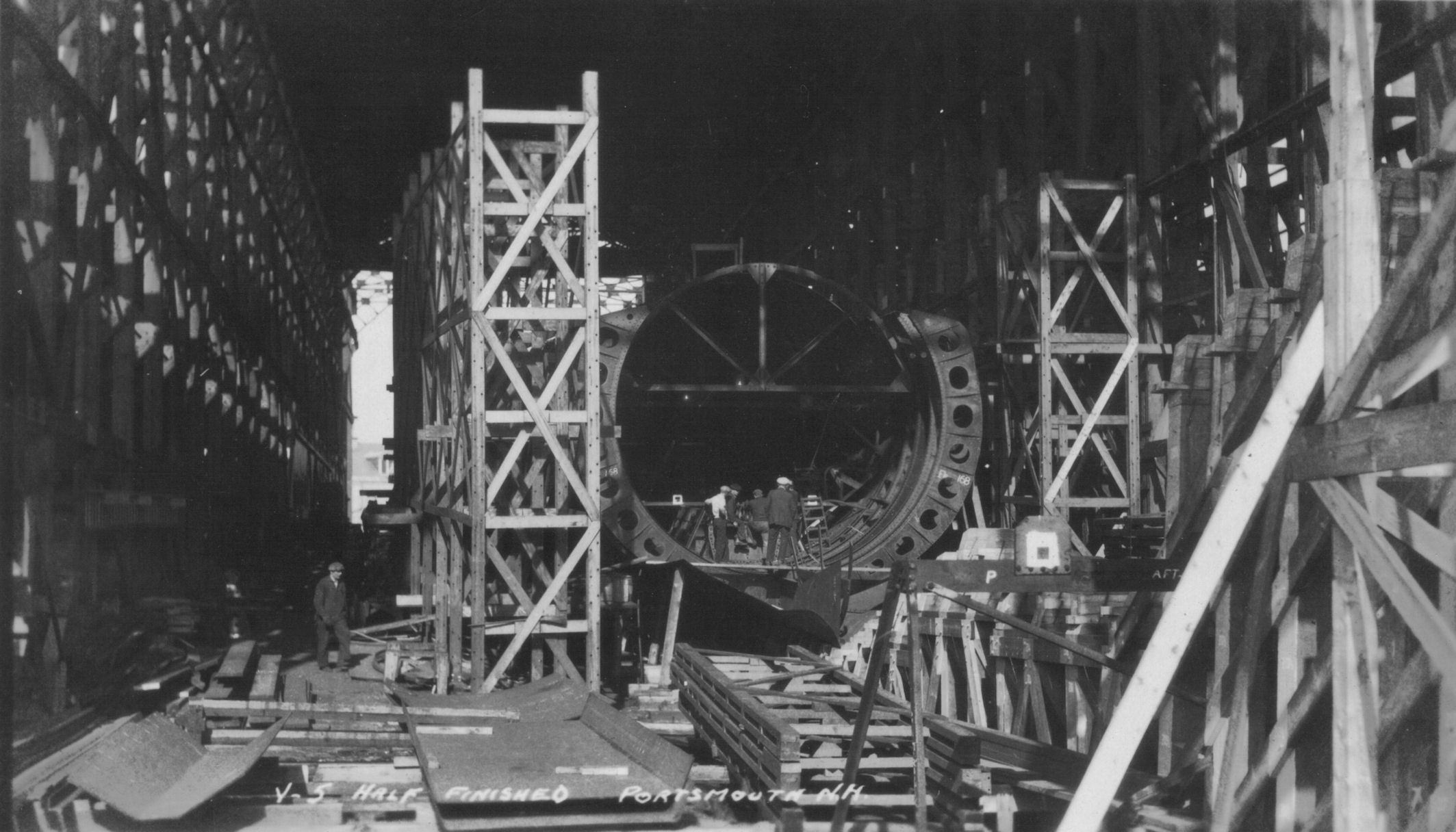
半完成状態のV5

V-5は1930年8月11日にメリーランド州アナポリスを出航、西インド諸島への巡航に向かい、9月11日にポーツマスに帰還した。その後ニューイングランド水域で訓練を行い、1931年1月31日にパナマ運河経由で西海岸へ向かう。4月4日にカリフォルニア州サンディエゴへ到着した。V-5は1931年2月19日にナーワルと改名され、7月1日に SS-167 に船体番号が変更された。オーバーホール後ナーワルは、1932年2月2日にメア・アイランド海軍造船所を出航しハワイ水域での艦隊演習に向かう。ナーワルは3月17日にサンディエゴへ帰還した。西海岸沿いでの巡航任務後、1934年7月12日に第12潜水艦隊と共に出航、9月18日にサンディエゴへ到着した。続く3年にわたってナーワルはワシントン州シアトル北部、真珠湾西方などで作戦活動に従事した。
ナーワルは1941年12月8日の真珠湾攻撃当日、日本軍機の攻撃を受けた5隻のドック入りしていた潜水艦の内の1隻であった。フォード島で敵の爆弾が爆発した数分間に、ナーワルの砲手は二機の雷撃機に対する攻撃を支援していた。ナーワルはチャールズ・W「ウェリー」・ウィルキンズ艦長（アナポリス1924年組）の指揮下、戦争の第一線で参加することとなる。

### 第1、第2の哨戒 1942年2月 - 6月
1942年2月2日、ナーワルは最初の哨戒で東シナ海に向かった。2月15日と16日にウェーク島を偵察した後、2月28日未明、ナーワルは北緯29度04分 東経137度56分 / 北緯29.067度 東経137.933度の地点で敵艦に対する最初の雷撃を行い、タンカー満珠丸（日本油槽船、6,515トン）に大きな損傷を与えた。6日後の3月4日には、奄美大島近海で多喜丸（飯野海運、1,244トン）を撃沈した。3月28日、ナーワルは54日間の行動を終えて真珠湾に帰投した。
5月28日、ナーワルは2回目の哨戒でミッドウェー島の防護に当たった。空母エンタープライズ (USS Enterprise, CV-6)、ホーネット (USS Hornet, CV-8)  を中心とした第16任務部隊（レイモンド・スプルーアンス少将）と、ヨークタウン (USS Yorktown, CV-5) を中心とした第17任務部隊（フランク・J・フレッチャー少将）は日本軍の攻撃に対して備えた。6月3日から6日にかけて行われたミッドウェー海戦で、ナーワルはプランジャー (USS Plunger, SS-179)、トリガー (USS Trigger, SS-237) と共にミッドウェー島東部を偵察したが、この潜水艦部隊は敵と遭遇することはなかった。海戦終了後の6月13日、ナーワルは15日間の行動を終えて真珠湾に帰投した。

### 第3の哨戒 1942年7月 - 8月
7月7日、ナーワルは3回目の哨戒で日本近海に向かった。7月24日夕刻、ナーワルは択捉島近海に浮上出現。留別湾近海で根室と択捉島を結ぶ定期船日照丸（不詳）を砲撃で撃沈。ナーワルは内保湾と宇多須都湾の方に航行してさらなる敵を求め、北緯45度17分 東経147度27分 / 北緯45.283度 東経147.450度の地点で特設監視艇第八十三新庄丸（不詳）と小富士丸（不詳）およびサンパン2隻を撃沈し、さらに陸上の施設にも砲撃を加えて、さしたる反撃もなくナーワルは引き揚げた。7月26日朝にも単冠湾沖で天龍丸（不詳）を砲撃により破壊。8月1日には尻屋崎近海で明和丸（明治海運、2,721トン）を撃沈。航空攻撃と爆雷攻撃を受けながらも逃げることが出来た。7日後の8月8日にも北緯41度14分 東経141度32分 / 北緯41.233度 東経141.533度の青森県白浜沖で美福丸（日本海洋漁業、2,559トン）を撃沈し、タンカー光安丸（出光興産、895トン）を撃破した。8月14日の朝、ナーワルは潜望鏡で3隻の敵駆逐艦が後方を通過するのを発見する。ナーワルは爆雷を投下する駆逐艦が通り過ぎるのを待ち、僅かな損傷を受けた。翌日、ナーワルは哨戒海域を離脱した。8月26日、ナーワルは49日間の行動を終えて真珠湾に帰投。9月8日に真珠湾を出航して9月15日にメア・アイランド海軍造船所に到着し、オーバーホールに入った。このオーバーホールで、攻撃力アップを企図して外装魚雷発射管が前後に2基ずつ取り付けられ、艦橋構造も改修された。また、艦長がフランク・D・ラタ少佐（アナポリス1932年組）に代わった。1943年4月4日、オーバーホールを終えたナーワルはカリフォルニア州サンディエゴに回航された。

### 第4、第5の哨戒 1943年4月 - 8月
4月18日、ナーワルは4回目の哨戒で西部アリューシャン列島方面に向かった。ナーワルにはアッツ島に極秘上陸させる第7歩兵特別部隊のうちの105名が乗船。4月27日にダッチハーバーに寄港後、訓練と補給を経て4月30日に出港。5月11日、ナーワルはアッツ島の北端近海でノーチラス (USS Nautilus, SS-168) と会合。ノーチラスもアッツ島に極秘上陸させる部隊109名を乗せており、この2つの部隊は、来るべきアッツ島の戦いに先駆けて一種の露払いとして予備的に上陸するものであった。アッツ島への本格上陸作戦が行われる前日の5月11日、ナーワルとノーチラスはゴムボートに移乗した部隊をアッツ島のスカーレットビーチに無事上陸させて任務を果たした。ナーワルは5月14日にダッチハーバーに寄港。5月18日、ナーワルは38日間の行動を終えて真珠湾に帰投した。
6月26日、ナーワルは5回目の哨戒で千島列島方面に向かった。この哨戒では、パーミット (USS Permit, SS-178)、プランジャー、レイポン (USS Lapon, SS-260) による日本海への侵入作戦から日本軍の目をそらすための任務が与えられていた。パーミット、プランジャー、レイポンの三潜水艦は7月4日夜に宗谷海峡を浮上したまま通過し、日本海で作戦。再び宗谷海峡を通過しつつあった。7月15日夜、ナーワルは三潜水艦の引き上げを援護すべく松輪島の飛行場に対して艦砲射撃を実施。この効果が多少でもあったのかどうかは定かではないが、三潜水艦は邪魔されることなく無事に択捉水道を抜けていった。8月7日、ナーワルは42日間の行動を終えて真珠湾に帰投した。

### 第6、第7の哨戒 1943年8月 - 11月
8月31日、ナーワルは6回目の哨戒でマーシャル諸島方面に向かった。9月8日から9日にかけてミリ環礁を偵察。9月11日朝、ナーワルはナウル島北西3海里の地点で北昭丸（大阪商船、4,211トン）を発見。護衛艦に追いつかれる前に北昭丸を撃沈した。ナーワルは深く潜航して反撃をやり過ごした後、クェゼリン環礁方面に移動。9月13日から環礁外を一周するように偵察し、鑑賞内に夕張型軽巡洋艦および川内型軽巡洋艦と思しき艦艇の姿を発見した。ナーワルは9月23日の偵察で同海域での哨戒を終え、ツラギ島に針路を向けた。10月2日、ナーワルは31日間の行動を終えてブリスベンに帰投した。
10月23日、ナーワルは7回目の哨戒でフィリピン方面に向かった。ナーワルがブリスベンに帰投する9ヶ月前、ガジョン (USS Gudgeon, SS-211) はネグロス島に潜伏しているフィリピン人ゲリラを支援すべく、6名のフィリピン人と1トンの物資を揚陸させていた。ナーワルは、そのガジョンが支援したゲリラをはじめとするフィリピンの対日反攻勢力を支援する輸送潜水艦としての任務が与えられ、以後のナーワルの行動は、このような特別任務がメインとなっていった。ナーワルは10名の支援者と92トンの支援物資を搭載し、スールー海を抜けてミンダナオ島方面に接近しつつあった。11月10日夜、ナーワルはプルアン湾で2隻の日本の船から射撃を受け、潜航してタンカーと思しき船に対して魚雷を4本発射して反撃。魚雷と爆雷の応酬は双方に被害なく引き分けに終わった。11月13日、ナーワルは "Dona Juana Maru" と書かれたスクーナーの横をすり抜けてプティルアン湾に入り、ナシピット沖に停泊して人員と物資を揚陸。代わりに、8名の女性と2名の子供と赤ん坊を含む32名の避難民を乗せた。一連の作業は真夜中までには終わり、ナーワルは現地のバンドが演奏する「錨を上げて」の調べに送られて湾を出航した。スリガオ海峡を抜けてフィリピン海に出た後の11月18日、ナーワルは6隻の輸送船団を発見したが攻撃には至らなかった。11月22日、ナーワルは31日間の行動を終えてダーウィンに帰投した。

### 第8、第9の哨戒 1943年11月 - 1944年1月
11月25日、ナーワルは8回目の哨戒でミンダナオ島方面に向かった。この哨戒では一般の貨物に加え、11名のカナダ軍特殊部隊が乗り組み、これらは12月2日にミンダナオ島ブティアン湾の海岸に揚陸された。部隊と貨物の代わりに7名の避難民を収容したナーワルは、次にネグロス島マヤカラル湾に向かい、12月3日に到着。ここでは9名の避難民が収容され、ナーワルはアラヤカラル湾に向けて出航。12月5日朝、ナーワルは北緯09度10分 東経124度30分 / 北緯9.167度 東経124.500度のカミギン島近海で、Himeno Maru（不詳、834トン）を浮上砲戦で撃沈した。12月11日、ナーワルはダーウィンに寄港。12月18日、ナーワルは23日間の行動を終えてフリーマントルに帰投した。
1944年1月18日、ナーワルは9回目の哨戒でミンダナオ島方面に向かった。ナーワルはダーウィンに寄港してF・ケント・ルーミス中佐を指揮官とする部隊と90トンの貨物を乗せ、スリガオ海峡を西に通過。パナイ島ナソ岬を経てパンダン湾に入泊。部隊と貨物は帆船に移乗し、代わりに6名の乗客を乗せた。ナーワルはネグロス島に移動し、45トンの貨物を揚陸して28名の避難民を収容した。2月15日、ナーワルは29日間の行動を終えてダーウィンに帰投した。

### 第10、第11、第12の哨戒 1944年2月 - 7月

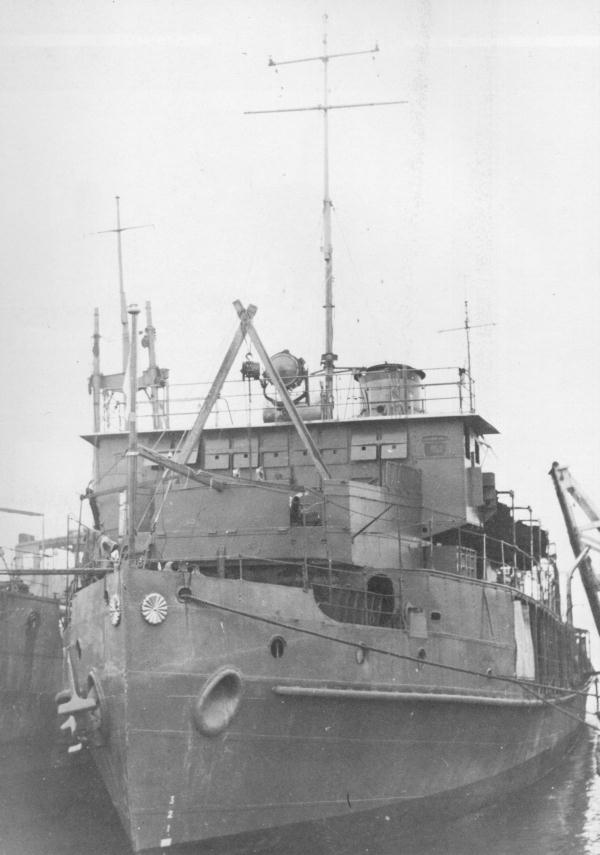
砲艦唐津

2月16日、ナーワルは10回目の哨戒でミンダナオ島ブトゥアン方面に向かった。3月2日、ナーワルはブトゥアン湾に入泊し弾薬を揚陸。3月3日未明にかけて28名の避難民を乗せ、次なる目的地であるタウィタウィに向かった。その日の夕刻、ナーワルはスールー海に入った北緯08度52分 東経123度23分 / 北緯8.867度 東経123.383度の地点で輸送船と護衛の砲艦唐津に対して雷撃し、唐津に魚雷を1本命中させて大破させた。他の艦艇の反撃をかわしたナーワルは目的地に到着し、3月5日の夜に2隻のゴムボートを介して作業を行った。途中、3隻の駆逐艦らしい艦艇を目撃したが、作業は中断することなく完了。ナーワルは38名の避難民を乗せて3月11日にダーウィンに入港し、避難民を上陸させた。3月20日、ナーワルは33日間の行動を終えてフリーマントルに帰投。艦長がジャック・C・タイタス（アナポリス1933年組）に代わった。
5月7日、ナーワルは11回目の哨戒でサマール島方面に向かった。ナーワルには22名の特殊部隊と電球、ラジオパーツ、食料が積み込まれ、これらは5月24日の夜にサマール島アルサン湾に揚陸された。ナーワルはミンダナオ島南西部に移動し、16名の男性と商人を乗せた。6月9日、ナーワルは33日間の行動を終えてダーウィンに帰投した。
6月10日、ナーワルは12回目の哨戒でフィリピン方面に向かった。6月13日夜、ナーワルはセラム島ブラ沖に浮上し、そこにある敵の製油施設に対して56発もの6インチ砲弾を浴びせた。一連の艦砲射撃はガソリン貯蔵タンクと関連施設を炎上させた。ナーワルは反撃が本格化する前に引き上げた。6月20日、ナーワルは日没の3分前から9時間半にわたってスリルある体験をした。ナーワルは積荷を送るため現地の小船を呼び寄せて作業し、14名の避難民を引き取った。避難民を乗せた後ナーワルはその場を去ったが、そのわずか30分後には日本の駆逐艦がその海域にやってきていた。ナーワルはわずかな差で虎口から逃れた。翌6月21日、ナーワルは日本の海上トラックを撃沈。6月22日、ナーワルは北緯09度08分 東経120度55分 / 北緯9.133度 東経120.917度のパラワン島プエルト・プリンセサ東南東230キロ地点で、ネグロス島ギマラスに向かうタンカー厳島丸（日本海洋漁業、10,006トン）と護衛の水雷艇雁を発見し、厳島丸に対し魚雷4本を発射。うち1本が厳島丸の右舷中部に命中し、破口を生じた。しかし、厳島丸はわずかに傾斜しつつそのまま航行を続けて去っていった。ナーワルは6月29日にダーウィンに寄港。7月7日、ナーワルは27日間の行動を終えてフリーマントルに帰投した。

### 第13、第14、第15の哨戒 1944年8月 - 11月
8月12日、ナーワルは13回目の哨戒でルソン島に向かった。ナーワルは8月30日の夜にルソン島東岸ディブット湾に入泊。チャールズ・パーソンズの指揮の下、陸上の味方連絡部隊が竹で作ったいかだを使い、作業は迅速に進められた。9月2日の深夜には、マサンガ川河口に停泊して4名の避難民を収容した。9月10日、ナーワルは27日間の行動を終えてダーウィンに帰投した。
9月14日、ナーワルは14回目の哨戒でセブ島に向かった。9月27日に男性をセブ島に上陸させ、サイリ湾に移動。9月29日、ナーワルは31名の元捕虜を収容した。この31名の元捕虜は、去る9月6日にパドル (USS Paddle, SS-263) が撃沈した真洋丸（拿捕船、2,634トン）に押し込められて、海上に脱出した捕虜だった。翌9月30日午後、ナーワルは日本の対潜哨戒機の攻撃を受けた。ナーワルは急速潜航で逃れようとしたが、揚陸予定の荷物が邪魔になり、2分後に再浮上してしまった。しかし、対潜哨戒機がこのチャンスを生かすことは出来ず、ナーワルが再び潜航して難を逃れた。10月5日、ナーワルは22日間の行動を終えてミオス・ウンディ島に帰投。艦長がウィリアム・G・ホルマン（アナポリス1936年組）に代わった。
10月11日、ナーワルは15回目の哨戒でフィリピン西部に向かった。2日後の10月13日（13日の金曜日）、ナーワルはPBY カタリナに敵と思われて攻撃を受けたので、誤爆を避けるために浮上した。カタリナはナーワルを確認すると「GOOD LUCK NARWHAL」の信号を送った。10月17日の夜にナーワルはタウィタウィの海岸に11トンの食料を陸揚げする。2日後の10月19日には、ネグロス島に残りの荷物と37名の要員を上陸させた。11月2日、ナーワルは22日間の行動を終えてブリスベンに帰投。これがナーワルの最後の哨戒となった。

### 退役
ナーワルは1945年1月6日にブリスベンを出航し、パナマ運河経由で東海岸に向かい、2月21日にフィラデルフィア海軍造船所に到着した。その後、ナーワルは4月23日に退役し、5月19日に除籍され11月16日にスクラップとして売却された。ナーワルの2基の6インチ砲はコネチカット州グロトンのニューロンドン海軍潜水艦基地に展示されている。
ナーワルは第二次世界大戦の戦功で15個の従軍星章を受章した。